# Batote
Batote là một thị xã và là nơi đặt ủy ban khu vực quy hoạch (notified area committee) của quận Doda thuộc bang Jammu và Kashmir, Ấn Độ.

## Nhân khẩu
Theo điều tra dân số năm 2001 của Ấn Độ, Batote có dân số 3733 người. Phái nam chiếm 55% tổng số dân và phái nữ chiếm 45%. Batote có tỷ lệ 71% biết đọc biết viết, cao hơn tỷ lệ trung bình toàn quốc là 59,5%: tỷ lệ cho phái nam là 77%, và tỷ lệ cho phái nữ là 63%. Tại Batote, 8% dân số nhỏ hơn 6 tuổi.